# Итажу-ду-Колония
Итажу-ду-Колония (порт. Itaju do Colônia)  —  муниципалитет в Бразилии, входит в штат Баия. Составная часть мезорегиона Юг штата Баия. Входит в экономико-статистический микрорегион Ильеус-Итабуна. Население составляет 7710 человек на 2006 год. Занимает площадь 1217,535 км². Плотность населения — 6,3 чел./км².

## Статистика
- Валовой внутренний продукт на 2003 год составляет 33 382 840,00 реалов (данные: Бразильский институт географии и статистики).
- Валовой внутренний продукт на душу населения на 2003 год составляет 4116,26 реалов (данные: Бразильский институт географии и статистики).
- Индекс развития человеческого потенциала на 2000 год составляет 0,618 (данные: Программа развития ООН).